# Gyruss
Gyruss (яп. ジャイラス) — видеоигра жанра tube shooters, разработанная и выпущенная компанией Konami в 1983 году в США и Японии на аркадных автоматах. Позже игра была переиздана Konami при участии компаний Digital Eclipse, Parker Bros и Ultra Games для множества игровых платформ — Atari 2600, Atari 5200, Atari 8-bit, Commodore 64, ColecoVision, Famicom Disk System, NES, PlayStation, Game Boy Advance, мобильных телефонов и Xbox 360 (Game Room).

## Игровой процесс
Игра относится к жанру tube shooters, поджанру статических shoot ’em up. Как и в фиксированных шутерах (например Galaga), игроку предоставлена одна ось движения, но не по линии, а по замкнутому кольцу на внешнем краю игрового экрана. Игрок управляет космическим истребителем и должен на протяжении 24 (или 39 — в версии на NES) уровней уничтожать многочисленных врагов — космические корабли неприятеля и избегать столкновения с различными препятствиями — метеоритами, огненными шарами и т. п. Большая часть врагов появляется группами как бы из-за экрана и, после непродолжительного движения по экрану, «удаляется» в центр игрового экрана, сильно уменьшаясь в размерах, так что попасть в противника становится намного сложнее. Часть врагов может появляться одиночно и самостоятельно покидать экран, если их не уничтожить.
Цель игры — освободить по одной все планеты Солнечной системы от захватчиков. Точнее, все планеты, Плутон и Солнце освобождаются только в расширенной версии NES, а в аркадной версии и остальных портах присутствуют только Нептун, Уран, Сатурн, Юпитер, Марс и Земля. Каждая планета представляет собой один уровень, разбитый на три этапа (кроме Нептуна в оригинальной версии, состоящего из двух частей).
В расширенной версии NES каждый этап имеет отличное построение, так в каждом первом этапе игроку необходимо отбить четыре волны вражеских кораблей, в каждом втором вдобавок к этому появляется непрерывно стреляющая станция в центре экрана, которую также необходимо уничтожить, а в заключительном этапе после четырёх групп инопланетных захватчиков игроку предстоит встреча с «боссом» — особенно сильным противником. Кроме того, во всех версиях игры после прохождения очередной планеты начинается бонусный уровень, позволяющий игроку набрать дополнительные пункты, не боясь потерять свой корабль, который в основной игре уничтожается уже с первого попадания или столкновения.

## Сюжет
В 2500 году человечество колонизировало всю Солнечную систему, заселив все планеты от Плутона до Меркурия. Колонии существовали в мире и спокойствии до тех пор, пока на территорию людей не вторглись «корабли смерти» враждебных инопланетян. Инопланетным захватчикам удалось обезвредить весь флот людей и захватить все планеты Солнечной системы. Теперь единственный шанс человечества избежать полного уничтожения — одинокий пилот космического истребителя, отправляющийся с края системы освобождать захваченные планеты одну за другой.

## Версии игры
С момента выхода Gyruss была переиздана для многих игровых платформ. Не считая расширенной версии для NES, остальные варианты практически в точности копировали оригинал, отличаясь лишь графически, в зависимости от возможностей игровой платформы. Из небольших изменений, например, отсутствие в версии игры для Atari 2600, Atari 5200 и компьютеров Atari возможности сбить специальный объект на экране, удваивающий мощность стрельбы космического истребителя игрока. Из других особенностей — присутствие объяснительного ролика на Family Computer Disk System и карта Солнечной системы на NES.
Дважды игра выходила в составе сборников классических игр Konami, первый раз в 1999 году на PlayStation в сборнике Konami Arcade Classics (вместе с такими играми как Pooyan, Scramble, Yie Ar Kung-Fu) и второй раз — в 2002 году на Game Boy Advance в составе Konami Collector’s Series: Arcade Advanced вместе с пятью другими ранними продуктами компании.

## Критика
| Сводный рейтинг | Сводный рейтинг |
| Агрегатор       | Оценка          |
| --------------- | --------------- |
| GameRankings    | 55,07 %         |

В критических отзывах Gyruss получила в зависимости от игровой системы оценки от высоких, до достаточно низких. Так, немецкий журнал Happy Computer в ноябрьском выпуске 1984 года назвал игру (её версию для компьютера Commodore 64) удачной копией аркадного оригинала с очень хорошим музыкальным сопровождением. По мнению рецензента Хайнриха Ленхардта, Gyruss является первой со времён Zaxxon игрой, привнёсшей нечто новое в жанр шутеров, и понравится каждому любителю жанра Action-игр.
Достаточно высокую оценку получила ColecoVision-версия Gyruss — коммерческая информационная база All Game Guide оценила игру в , назвав игру одним из лучших космических шутеров на этой системе, с качеством, близким к оригиналу, и обязательной к приобретению для каждого владельца ColecoVision. Allgame так же отметила качественную музыку игры. При этом на том же сайте версия игры для NES получила лишь оценку 3/5, а Gyruss для Atari VCS — всего 2/5 балла. В версии для NES была отмечена улучшенная графика, ставшая схожей с таковой в игре Gradius, а основным минусом Gyruss на приставке Atari было названо неудачное управление.
Менее высокие оценки получила последняя на 2012 год версия игры, вышедшая в 2007 году для Xbox 360 Game Room — игрового сервиса, позволяющего загружать классические видеоигры. Так, по данным веб-сайта MobyGames на основе нескольких рецензий средняя оценка данной версии Gyruss составляет всего 44/100. К примеру, англоязычный новостной и информационный веб-сайт, освещающий тематику компьютерных игр — IGN, оценил космические приключения от Konami для Game Room всего в 4,8 баллов из 10, в том числе 5,0/10 за игровой процесс и по 4,0/10 было поставлено за графику, звук и фактор повторного прохождения (англ. Lasting Appeal).

## Прочие факты
- Основная музыкальная тема игры, присутствующая во всех её версиях, — это слегка изменённая Токката и фуга ре минор (BWV 565) — произведение для органа, написанное Иоганом Себастьяном Бахом[23].
- Дизайнер оригинальной аркадной игры — Ёсики Окамото[англ.], основатель компании Game Republic[англ.], участвовавший в создании таких игр, как Folklore, Breath of Fire III, игр серий Resident Evil, Street Fighter, Genji, Mega Man, Capcom vs. SNK[англ.] и The Legend of Zelda[24][25].
- Популярный веб-сайт, представляющий собой онлайн-энциклопедию, посвящённую аркадным автоматам — Killer List of Videogames, включил Gyruss в список 100 лучших аркадных видеоигр всех времён[26].